# Arthur Capper

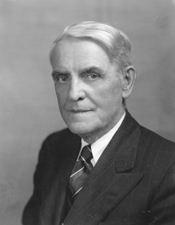
Arthur Capper

Arthur Capper, född 14 juli 1865 i Garnett, Kansas, död 19 december 1951 i Topeka, Kansas, var en amerikansk republikansk politiker och publicist. Han var guvernör i delstaten Kansas 1915–1919. Han representerade sedan Kansas i USA:s senat 1919–1949.
Capper gav ut olika tidningar och tidskrifter i Kansas, bland andra Topeka Daily Capital, Capper's Weekly, Capper's Farmer och Household Magazine.
Capper förlorade mot George H. Hodges i guvernörsvalet i Kansas 1912. Han besegrade sedan Hodges i guvernörsvalet 1914 och tillträdde som guvernör 11 januari 1915. Capper omvaldes 1916. Han besegrade sittande senatorn William Howard Thompson i senatsvalet 1918. Han omvaldes fyra gånger till senaten. Han föreslog 1923 ett tillägg till USA:s konstitution som skulle ha förbjudit äktenskap mellan olika raser. Han drog sitt förslag tillbaka efter att ha fått kritik från medborgarrättsorganisationer. Capper efterträddes 1949 som senator av Andrew Frank Schoeppel.
Capper var kväkare. Han gravsattes på Topeka Cemetery i Topeka.